# Episodi di Yamishibai (dodicesima stagione)
La dodicesima stagione dell'anime Theatre of Darkness: Yamishibai, composta da 13 episodi, è andata in onda su TV Tokyo dal 14 gennaio al 7 aprile 2024.

## Lista episodi
| Nº | Titolo italiano (tradotto) Giapponese 「Kanji」 - Rōmaji                           | In onda          | In onda |
| Nº | Titolo italiano (tradotto) Giapponese 「Kanji」 - Rōmaji                           | Giapponese       |         |
| 1  | Basta non aprirlo, e andrà tutto bene 「開けなければ大丈夫」 - Akenakereba daijōbu | 14 gennaio 2024  |         |
| 2  | Giocare alla famiglia 「ままごと」 - Mamagoto                                      | 21 gennaio 2024  |         |
| 3  | Kuromame 「黒豆」 - Kuromame                                                       | 28 gennaio 2024  |         |
| 4  | Gli specchi 「鏡」 - Kagami                                                        | 4 febbraio 2024  |         |
| 5  | Il jizo in fondo al mare 「沈み地蔵」 - Shizumi jizō                               | 11 febbraio 2024 |         |
| 6  | La targhetta 「表札」 - Hyōsatsu                                                   | 18 febbraio 2024 |         |
| 7  | Mitico 「いいね」 - Ī ne                                                           | 25 febbraio 2024 |         |
| 8  | Il rito sfoltisci bambini 「子削儀」 - Kosogi                                      | 3 marzo 2024     |         |
| 9  | Divieto di visite 「面会謝絶」 - Menkai shazetsu                                   | 10 marzo 2024    |         |
| 10 | La pietra per l'inchiostro 「硯」 - Suzuri                                         | 17 marzo 2024    |         |
| 11 | La lettura della storia 「読み聞かせ」 - Yomikikase                                | 24 marzo 2024    |         |
| 12 | La bambola di carta 「形代」 - Katashiro                                           | 31 marzo 2024    |         |
| 13 | Il parco della pace 「やすらぎ公園」 - Yasuragi kōen                               | 7 aprile 2024    |         |